# Friðrik Ólafsson
Pour les articles homonymes, voir Olafsson.
Ne doit pas être confondu avec Helgi Ólafsson.
Friðrik Ólafsson est un grand maître international d'échecs islandais né le 26 janvier 1935 à Reykjavik où il meurt le 4 avril 2025.

## Biographie

### Carrière

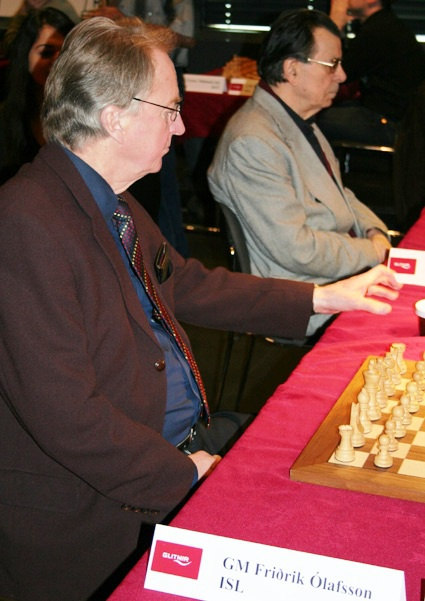
Fridrik Olafsson en 2008.

Friðrik Ólafsson a été reconnu comme le plus fort joueur islandais de la fin des années 1950 aux années 1970, avant l'arrivée de Jóhann Hjartarson. Son premier grand résultat international est d'avoir partagé la première place du tournoi de Hastings en 1955-1956 avec Viktor Kortchnoï. Il est devenu le premier grand maître international islandais en 1958 et son bon résultat au tournoi interzonal de Portorož la même année (avec le même score que Bobby Fischer) lui permit de participer au tournoi des candidats pour le titre mondial l'année suivante. Cependant, il y termine septième et avant-dernier avec 10 points sur 28.
Il finit premier du tournoi de Reykjavik en  1966, 1972 et 1976.
Il partage la première place au tournoi des hauts-fourneaux (Hoogovens Schaaktournoi) de Wijk aan Zee, avec Ljubomir Ljubojević en 1976 devant Mikhaïl Tal.  Il avait déjà gagné ce tournoi traditionnel en 1959 à Beverwijk (commune à laquelle Wijk aan Zee est rattachée), devant Erich Eliskases.
Friðrik Olafsson est le quatrième président de la Fédération internationale des échecs. Il est élu au congrès de 1978 contre son principal concurrent, le grand maître yougoslave Svetozar Gligorić.

### Mort
Friðrik Ólafsson meurt dans l'unité de soins palliatifs du Landspítali le 4 avril 2025, à l'âge de 90 ans.

## Une partie
Friðrik Olafsson joue régulièrement la défense sicilienne contre 1. e4 et la défense nimzo-indienne sur 1. d4. Il commence ses parties  avec l'ouverture anglaise (1.c4), mais joue parfois 1. d4 ou 1. e4.
Friðrik Ólafsson-Anatoli Karpov, Buenos Aires, 1980
1. d4 Cf6 2. c4 e6 3. g3 c5 4. Cf3 c5xd4 5. Cxd4 Dc7 6. Dd3 a6 7. Fg2 Cc6 8. Cxc6 d7xc6 9. 0-0 Fe7 10. Db3 e5 11. Fe3 Cd7 12. Cc3 Cc5 13. Dc2 Fg4 14. b4 Cd7 15. b5 0-0 16. b5xc6 b7xc6 17. Tab1 Fe6 18. Da4 Tfc8 19. Tfc1 Cc5 20. Dc2 g6 21. Ce4 Ff5 22. Fxc5 Fxc5 23. Tb3 Fe7 24. Tcb1 Tab8 25. h4 a5 26. Rh2 Tb4 27. a3 Txb3 28. Dxb3 Td8 29. e3 Dd7 30. Dc3 Dc7 (30...Fxe4 31. Fxe4 Dd2 est égal selon Karpov) 31. Tb2 Td1 32. c5 Fe6 33. Tb6 Fd5 34. Dxa5 Dd7 35. Da8+ Rg7 36. Tb7 De6 37. De8 Fxe4 38. Fxe4 Df6 39. Dxe7 Dxf2+ 40. Fg2  1-0.